# Mikhaïl Svetine
Mikhaïl Semionovitch Svetine (en russe : Михаил  Семёнович Светин), né Michail Solomonovitch Goltsman le 11 décembre 1929 et mort le 30 août 2015, est un acteur soviétique et russe. Il est apparu dans plus de cinquante films.

## Biographie
En 1955, Svetine est diplômé du Collège de Musique de Kiev en classe de hautbois. Il enseigne la musique au lycée pendant un certain temps et tente à deux reprises, sans succès, d'entrer au GITIS et à l'Institut d'art dramatique Boris-Chtchoukine. Il fut acteur dans les théâtres de Kamychine, Kemerovo, Petropavlovsk, Irkoutsk, Penza et Petrozavodsk. Il travaille quelque temps au Théâtre d'Arkadi Raïkine. En 1964, il rejoint la troupe du Théâtre de comédie musicale de Kiev qu'il quitte en 1970 pour le Maly Drama Théâtre de Leningrad. A partir de 1980 et jusqu'à la fin de sa vie, il est acteur de Théâtre Nikolaï Akimov de Léningrad. Les performances avec sa participation - Difficult People (d'après Josef Bar-Josef), Don Pedro (d'après Serguei Nossov), Shadow (d'après Evgueni Schwartz) ont connu un succès constant auprès du public.
Sa carrière cinématographique commence en 1973, mais la véritable renommée lui vient au début des années 1980 après la sortie des films populaires Les Sorciers et La femme bien-aimée du mécanicien Gavrilov.  
Décédé des suites d'une grave maladie le 30 août 2015, Mikhaïl Svetine est enterré au cimetière Serafimovski de Saint-Pétersbourg.

## Filmographie

### Cinéma
- 1973 : Ni duvet, ni plume : Semyon Semyonovich
- 1974 : Le Pivert n'a pas mal à la tête de Dinara Assanova
- 1975 : Afonia : Voronkov
- 1975 : C'est impossible (Не может быть!) de Leonid Gaïdaï : Vitali (épisode Crime et châtiment)
- 1975 : Le Pivert n'a pas mal à la tête : Stepan Stepanovich
- 1977 : 100 grammes pour se donner du courage : Panyukov
- 1977 : Cadeau du destin : Filimonov
- 1977 : Une note de Stepanov
- 1979 : Sac de convoyeur de fonds : Chebotarev
- 1980 : Si j'étais le patron
- 1981 : La Bien aimée du mécanicien Gavrilov : Viktor Mikhailovich (en tant que M. Svetin)
- 1981 : Raspoutine, l'agonie : Terekhov
- 1981 : Les femmes plaisantent avec sérieux
- 1982 : Soyez mon mari :
- 1982 : Pressentiment d'amour : Nikandrov, chimiste
- 1983 : Si ce n'est le bonheur... : Sixth
- 1984 : Blague à part
- 1985 : Contes du vieux magicien : tsar
- 1986 : Russie originelle : Ripati
- 1987 : Qui es-tu, cavalier ? : Radchenko
- 1987 : L'Homme du boulevard des Capucines : pharmacien
- 1987 : Elle avec un balais, lui au chapeau noir
- 1988 : Personnalité lumineuse : Ptashkov
- 1989 : Cyrano de Bergerac : Ragueneau
- 1990 : Détective privé ou l'opération-coopération : Pukhov
- 1990 : Prince-fantôme
- 1991 : Et que le diable soit avec nous
- 1991 : Quand on est en retard au bureau de mariages... : Aleksandr Petrovich
- 1991 : La Peau
- 1991 : Un mannequin amoureux
- 1992 : Un bébé pour novembre
- 1993 : Les enfants des dieux de la fonte (en) : Fellow sponsor
- 1993 : Pistolet avec silencieux : Nikita Mikhalkov
- 1993 : Zéphyr au chocolat
- 1993 : Foma le businessman
- 1994 : Capitaine crocus
- 1994 : Roman 'alla russa'
- 1994 : Show pour un homme solitaire
- 1995 : Aventure : millionnaire
- 1995 : Le temps de tristesse n'est pas encore arrivé : Zhibbayev
- 1997 : Affaire Lokhovski : Sergei Fedorovich
- 1999 : Aimer à la russe 3: Gouverneur
- 2000 : Le 8 mars : Lyokha
- 2009 : Le jour des vaincus : médecin

### Courts-métrages
- 1973 : L'année rendue
- 1982 : Alice de l'autre côté du miroir

### Télévision

#### Séries télévisées
- 1977 : Les Douze Chaises : Bruns, ingénieur
- 1980-1981 : Vie et aventures des quatre amis : Voleur
- 1983 : Inspecteur Lossev : Bogdan Telyash
- 1983 : La confiance qui a éclaté (en) : Porte Klein
- 1994 : Anekdotiade, ou l'Histoire d'Odessa en anecdotes
- 2003 : Eralach (en) : Leonid Petrovitch, directeur de l'école[3]
- 2005 : Le Veau d'or : Funt

#### Téléfilms
- 1974 : Une journée supplémentaire en juin : Magician Marlagram
- 1974 : En moins d'un an... : Petrushine
- 1977 : Les Bottes en vrac : Afanasi Murkine
- 1978 : Responsable pour tout : Roman Gnedoy
- 1979 : Etoile sans nom : Chef de gare
- 1979 : Traversée de la ville : Alekseev
- 1980 : Tirelire : Chamburcy
- 1980 : Uniquement au music-hall : directeur du château
- 1981 : Sept notes heureuses : Verbine
- 1981 : Sylva (Сильва) de Ian Frid : Comte von Egenberg
- 1982 : Magiciens (Tcharodei) : Foma Ostapych Bryl
- 1982 : Chapka de Monomakh : Chemistry Teacher
- 1984 : De par la Volonté du Brochet
- 1986 : Les Hommes utiles
- 1986 : Bon anniversaire ou Incognito
- 1987 : Aventures incroyables de Karik et Valia : Photographe Andrei Ivanovich Shmidt
- 1988 : Amour du prochain : Ispolinov (épisodes Monument - Amour de son prochain)
- 1989 : Don César de Bazan de Yan Frid : Vicomte
- 1997 : La Nuit étoilée à Kamergerski : Invité de Saint-Pétersbourg
- 1998 : Les Rues aux lampadaires cassés : Tolyan Kolomensky administrateur
- 2006 : Bon anniversaire, la reine : Cameron

## Galerie

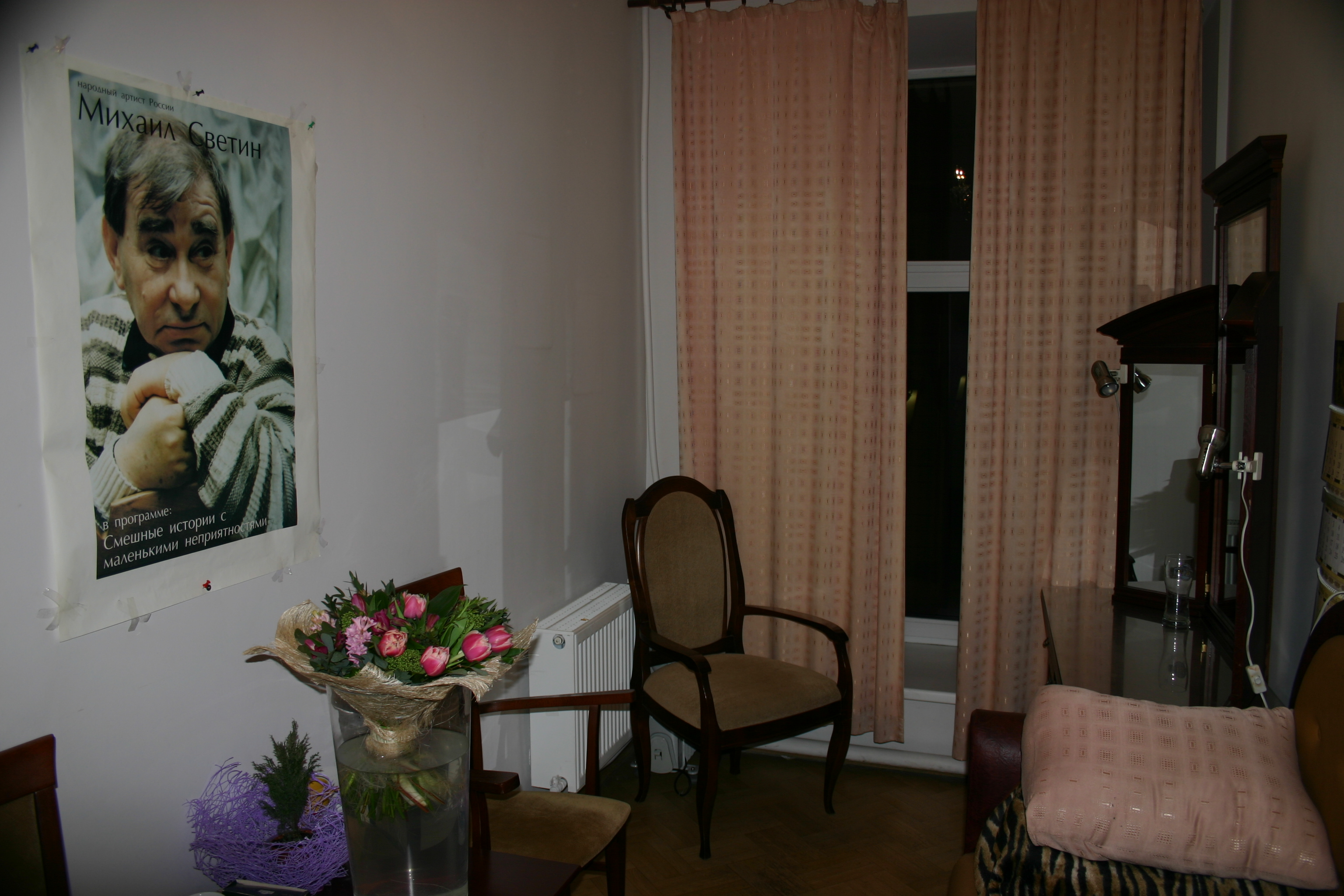
Salle de maquillage au théâtre de la Comédie de Saint-Pétersbourg, nommé à titre posthume pour Svetin.
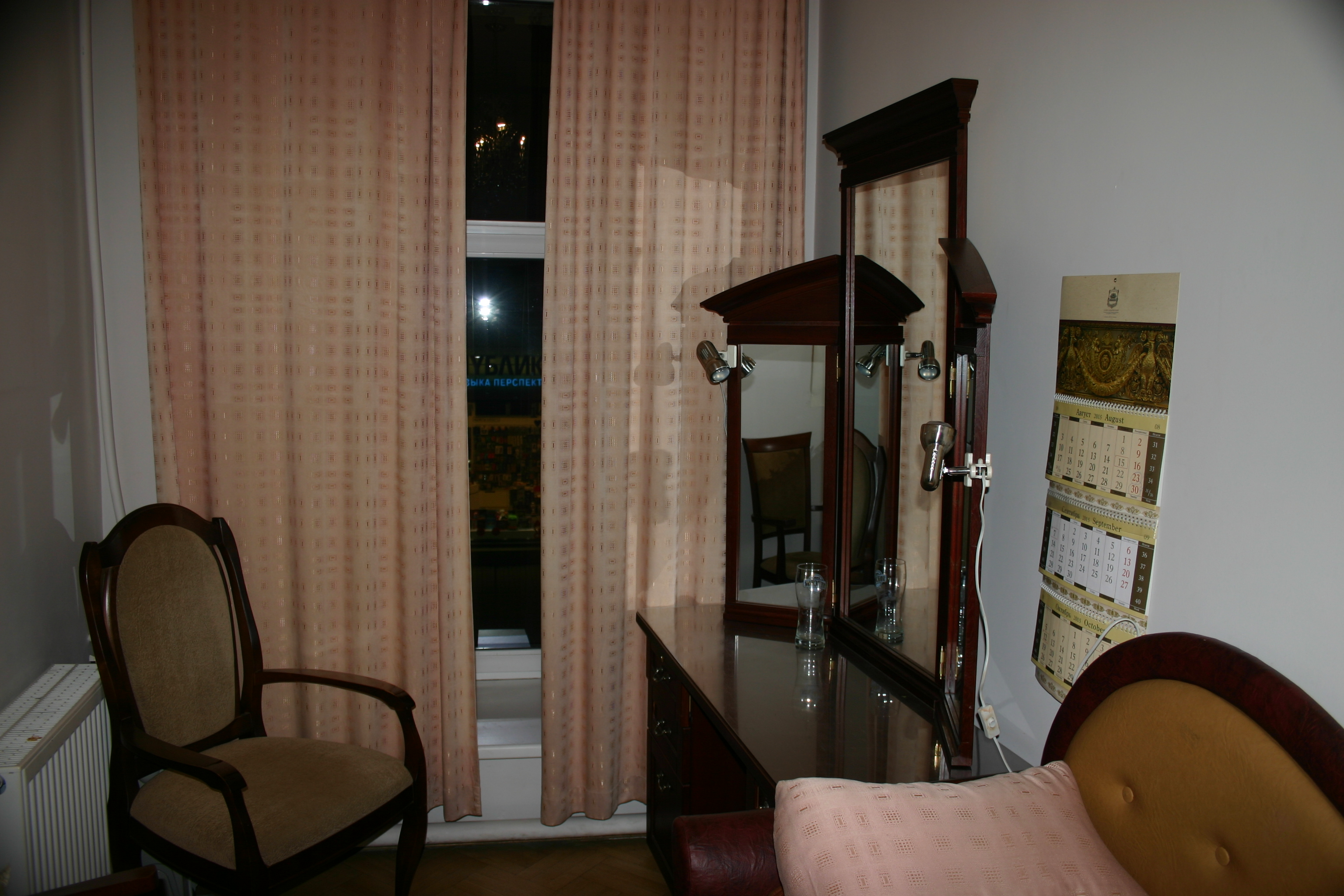